# Doğanalan, Çemişgezek
Doğanalan là một xã thuộc huyện Çemişgezek, tỉnh Tunceli, Thổ Nhĩ Kỳ. Dân số thời điểm năm 2010 là 50 người.